# Kowala (gmina)
Pour les articles homonymes, voir Kowala.
Kowala est une gmina rurale (gmina wiejska) de la powiat de Radom, dans la Voïvodie de Mazovie, dans le centre-est de la Pologne.
Son siège administratif (chef-lieu) est le village de Kowala, qui se situe environ 11 kilomètres au sud-ouest de Radom (siège de la Powiat) et 100 kilomètres au sud de Varsovie (capitale de la Pologne).
La gmina couvre une superficie de 74,71 km2 pour une population de 10 631 habitants en 2006.

## Histoire
De 1975 à 1998, la gmina est attachée administrativement à la voïvodie de Radom.

Depuis 1999, elle fait partie de la voïvodie de Mazovie.

## Géographie
La gmina inclut les villages et localités de:

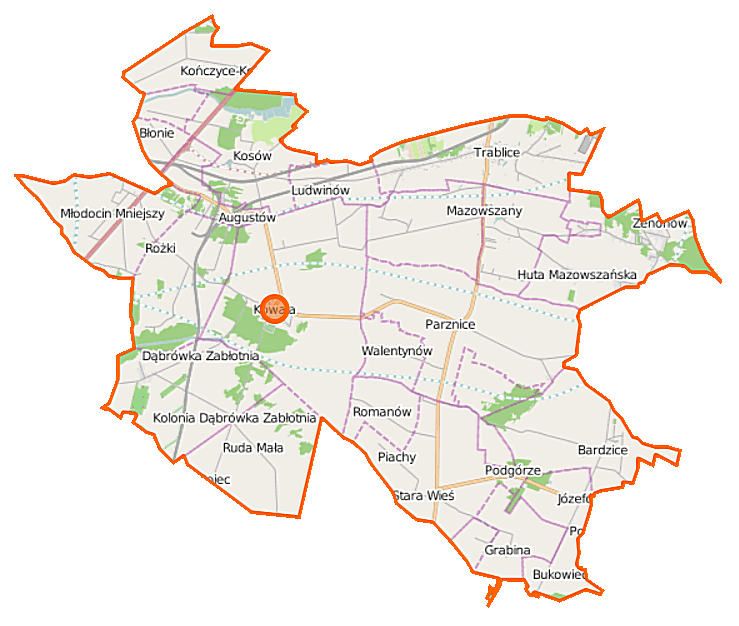
Plan de la gmina

- Augustów
- Bardzice
- Dąbrówka Zabłotnia
- Grabina
- Huta Mazowszańska
- Kończyce-Kolonia
- Kosów
- Kotarwice
- Kowala
- Ludwinów
- Maliszów
- Mazowszany
- Młodocin Mniejszy
- Parznice
- Romanów
- Rożki
- Ruda Mała
- Trablice

### Gminy voisines
La gmina de Kowala est voisine :
- des villes suivantes
  - Radom
- et des gminy suivantes :
  - Orońsko
  - Skaryszew
  - Wierzbica
  - Wolanów

## Structure du terrain
D'après les données de 2002, la superficie de la commune de Kowala est de 74,71 km2, répartis comme telle :
- terres agricoles : 87 %
- forêts : 7 %

La commune représente 4,88 % de la superficie du powiat.

## Démographie
Données du 30 juin 2004 :
| Description        | Total  | Total | Femmes | Femmes | Hommes | Hommes |
| ------------------ | ------ | ----- | ------ | ------ | ------ | ------ |
| Unité              | Nombre | %     | Nombre | %      | Nombre | %      |
| Population         | 10 456 | 100   | 5 198  | 49,7   | 5 258  | 50,3   |
| Densité (hab./km²) | 140    | 140   | 69,6   | 69,6   | 70,4   | 70,4   |